# José Esteban Moctezuma
José Esteban Moctezuma fue un militar mexicano del siglo XIX. Fue conocido por encabezar una rebelión en 1832, la Rebelión de Esteban Moctezuma. Su acción militar más importante se libró en la batalla de El Gallinero, cerca de Dolores Hidalgo. Aquí fue derrotado por las tropas de Anastasio Bustamante.